# Reguła podstawiania

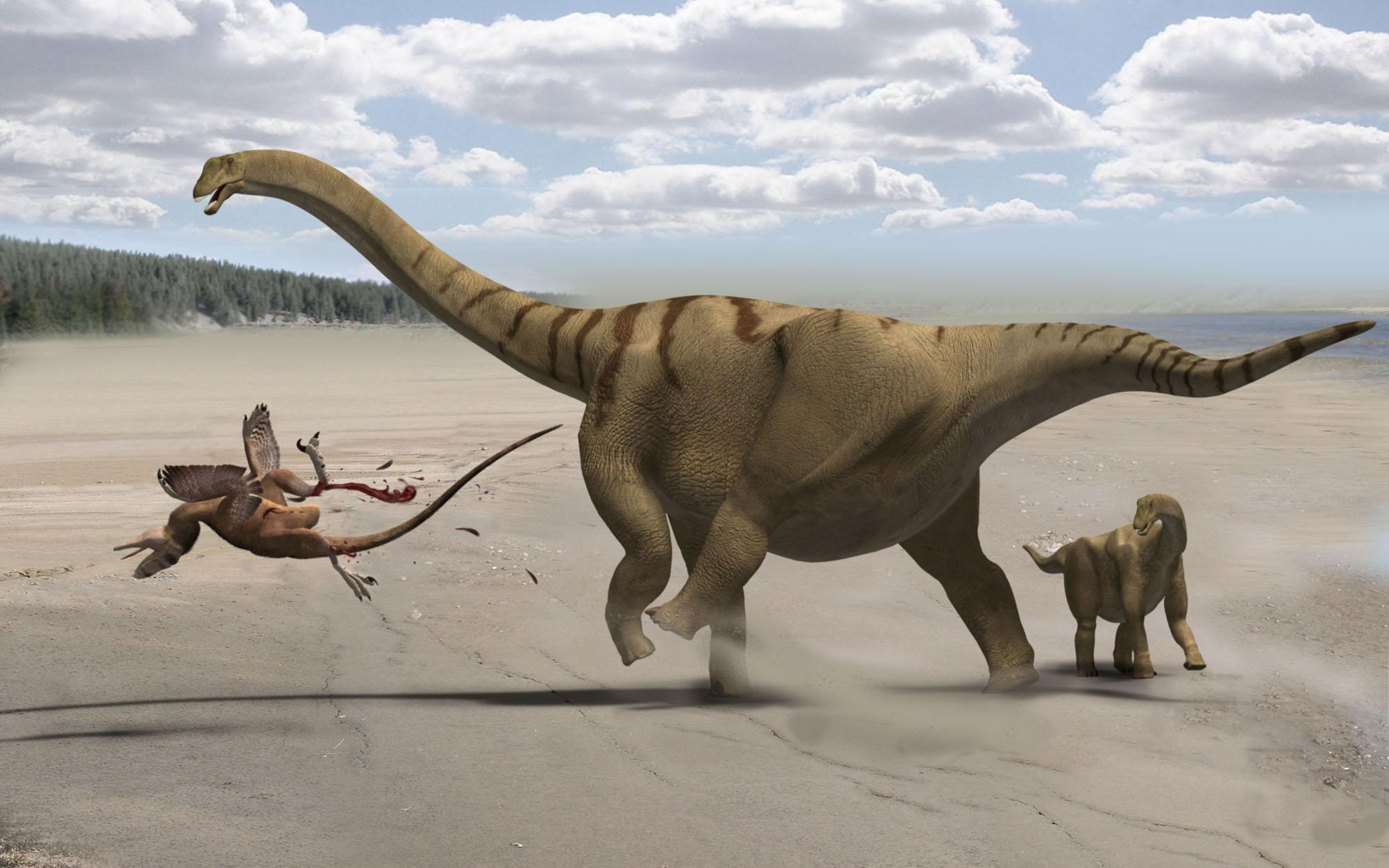
Wielu ludzi wyznaje pogląd, zgodnie z którym dinozaury wyginęły

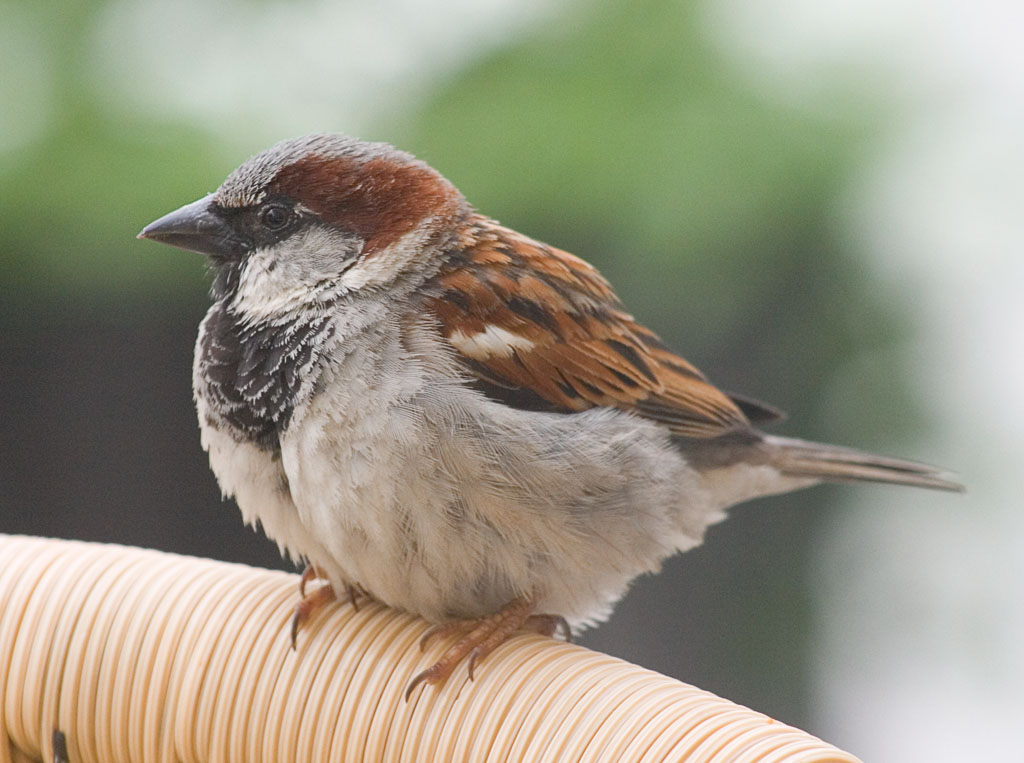
Dinozaury to najwęższy klad zawierający wróbla i archeopteryksa. Pogląd najwęższy klad zawierający wróbla i archeopteryksa wyginął już do popularnych nie należy. Pomimo takiego samego znaczenia obu wyrażeń identyczne zdanie z pierwszym może być prawdziwe, a z drugim fałszywe – niespełnienie zasady podstawiania świadczy o intensjonalności

Reguła podstawiania, prawo Leibniza – jedno z kryteriów ekstensjonalności.
Mówi ona o pewnej właściwości różnych wyrażeń odnoszących się do tej samej rzeczy.
Mianowicie: z przesłanek x = y i A(x) wynika konkluzja: A(y).
Oznacza to, że jeżeli obiekty x i y są tożsame (oznaczają to samo, posiadają ten sam zbiór desygnatów) i obiektowi x przysługuje pewna właściwość A (x ma cechę A), to ta sama właściwość przysługuje również y (y ma cechę A). Inaczej mówiąc, jeżeli pewne zdanie jest prawdziwe dla pewnego wyrażenia i jeżeli zmienimy w nim to wyrażenie na inne wyrażenie określające tę samą rzecz (dokonamy podstawienia), to prawdziwość rozpatrywanego zdania nie ulegnie zmianie. W takim przypadku o wyrażeniu można powiedzieć, że jest ekstensjonalne z uwagi na podstawialność.
Przykład:
1. Rozpatrywane zdanie: Bolesław I Chrobry zmarł w 1025 r.
2. Podstawienie odbywa się na zasadzie tożsamości: Bolesław Chrobry to pierwszy król Polski.
3. Zdanie otrzymane dzięki podstawieniu: Pierwszy król Polski zmarł w 1025 r.

Ponieważ zdanie (1) jest prawdziwe i zdanie (3) również jest prawdziwe, kryterium zostało spełnione
Jednak nie zawsze się tak dzieje. Niekiedy spotyka się zdania niespełniające tego kryterium – są to zdania intensjonalne.
Przykład:
1. Rozpatrywane zdanie: Jan wie, że Bolesław Chrobry zmarł w 1025 r.
2. Podstawienie odbywa się na zasadzie tożsamości: Bolesław Chrobry to pierwszy król Polski.
3. Zdanie otrzymane dzięki podstawieniu: Jan wie, że pierwszy król Polski zmarł w 1025 r.

Zdanie (1) jest prawdziwe, ale Jan może, znając datę śmierci Chrobrego, nie wiedzieć, że był on pierwszym królem Polski. Nie będzie wtedy znał daty śmierci tego króla. Kryterium nie zostanie wtedy spełnione.